# Justus Datho Lewe Quintus
Jhr. Justus Datho Lewe Quintus (Groningen, 23 januari 1811 - Groningen, 13 januari 1889) was een Nederlands rechter en politicus.

## Leven en werk
Justus Datho Lewe Quintus was de zoon van Onno Joost Quintus en Clara Elisabeth Lewe. Clara Elisabeth was een dochter van Egbert Lewe van Middelstum.
Quintus studeerde rechten aan de universiteit van Groningen. In 1833 promoveerde hij op een proefschrift getiteld Nonnulla de potestate magistratus in tutoris datione maxime secundum legem in patria novissime latam. Daarna werd hij benoemd tot kantonrechter in Winschoten.
Quintus was van 1 juli 1856 tot 7 juli 1868 lid van Provinciale Staten van Groningen namens Winschoten, en was ook lid van het college van Gedeputeerde Staten.
Quintus was de eerste voorzitter van de Heiligerlee-Commissie, die tot doel had een monument op te richten voor de slag bij Heiligerlee.

## Huwelijk en gezin
Quintus trouwde op 9 september 1839 te Groningen met Augusta de Fremerij (Leuven, 27 augustus 1815 - Groningen, 16 januari 1897). Uit dit huwelijk werden geen kinderen geboren.

## Vrijmetselarij
Quintus was als vrijmetselaar onder andere lid van het hoofdbestuur van de Orde van Vrijmetselaren onder het Grootoosten der Nederlanden en van 1867 tot zijn dood in 1889 Voorzittend Meester van de loge L'Union Provinciale, een uit 1772 stammende vrijmetselaarsloge in de stad Groningen.

## Ridderorden
Quintus bezat het Ridderkruis van de Nederlandse Leeuw en was Ridder van de Gouden Leeuw van Nassau.